# Okrutny ojciec
Okrutny ojciec (jid. Der wilder foter) – niemy film fabularny z napisami w języku jidysz z 1911 roku, w reżyserii Marka Arnsztajna, oparty na sztuce Zalmena Libina. 

## Opis
Film składał się z dwóch aktów, długość taśmy wynosiła 1250 m, a jego premiera miała miejsce 12 listopada 1911 roku w Warszawie.
Główną oś filmu stanowi konflikt między ojcem a córką. Chłop Zachar pragnie wydać swą córkę Rachelę za mąż – wbrew jej woli – za zamożnego, o wiele od niej starszego sąsiada. Rachela darzy jednak uczuciem innego i rodzi nieślubne dziecko. Ojciec topi dziewczynę w stawie, lecz nękające go potem wyrzuty sumienia sprawiają, że popełnia samobójstwo rzucając się w przepaść.

## Obsada[1]
- Herman Sieracki – jako Zachar
- Zina Goldsztejn – jako Rachela, córka Zachara
- Ester Rachel Kamińska
- Mojżesz Szpiro
- Lejzer Żelazo
- Adolf Berman(inne języki)